# Kolaras
Kolaras é uma cidade e uma nagar panchayat no distrito de Shivpuri, no estado indiano de Madhya Pradesh.

## Geografia
Kolaras está localizada a 25° 14′ N, 77° 36′ L. Tem uma altitude média de 460 metros (1509 pés).

## Demografia
Segundo o censo de 2001, Kolaras tinha uma população de 15 674 habitantes. Os indivíduos do sexo masculino constituem 53% da população e os do sexo feminino 47%. Kolaras tem uma taxa de literacia de 58%, inferior à média nacional de 59,5%: a literacia no sexo masculino é de 67% e no sexo feminino é de 47%. Em Kolaras, 17% da população está abaixo dos 6 anos de idade.